# Kaple svatého Dismase (Praha)
Kaple svatého Dismase se nacházela východně od pražských novoměstských hradeb na území „Winice“ (Viničné Hory) mezi vrchem Vítkov a bývalou Horskou branou, severně od ulice Husitská naproti usedlosti Krenovka. Po jejím zboření roku 1845 byly na jejím místě postaveny výtopny Masarykova nádraží.

## Historie
| „ | Za Novou branou v levo blíže tak zvaného domu Krenovského, tam kde se silnice k Olšanům a Karlínu rozchází, stávala k levé ruce této silnice, právě proti nynějšímu hostinci „na Krenovce“ řečenému, před lety malá kaplička, do obvodu farního sv. Jindřicha náležejíc. | “ |
| — | |   |

Původně zde stála malá kaplička, postavená pro odsouzené ze Starého a Nového Města Pražského, kteří byli popravováni na nedalekém Šibeničním vrchu. Hrabě Kazimír Ferdinand z Kupperwaldu, kterému patřila vinice pod Žižkovem, nechal roku 1720 postavit místo této malé kapličky velkou kapli zasvěcenou svatému Dismasovi (Svatý Dismas se stal patronem odsouzených k smrti pro své upřímné pokání nad špatnými skutky. Byl svatořečen a povýšen na ochránce těžkých hříšníků. Ti se podle jeho příkladu mají před smrtí zříci zlých činů a dosáhnout odpuštění).
Hrabě pro kapli založil fundaci a zajistil, aby kněz z řádu kapucínů každý pátek v 7. hodin ráno sloužil jednu mši svatou za duše popravených a jednu mši svatou v den, kdy měl být popraven odsouzený katolický křesťan. Páteční mše svatá bývala sloužena v kapli od svátku svatého Jiří (24. duben) do svátku svatého Havla (16. říjen), v zimním čase pak v kapucínském kostele svatého Josefa u oltáře Ukřižovaného. Dcera hraběte z Kupperwaldu, provdaná za hraběte z Bubny, zdědila roku 1728 po svém otci nejen vinici, ale i patronát nad kaplí.

### Fundace
Roku 1746 byla založena Barborou Kořilovou, vdovou a měšťankou z Nového Města Pražského, další fundace v částce 500 zlatých na druhou páteční mši svatou, kterou sloužili taktéž kněží kapucíni. Téhož roku hraběnka Charmante vedla soudní při a několik pátků dala sloužit za zemřelé mše svaté v této kapli, a poté další mše z vděčnosti, když svou při vyhrála. Od tohoto roku byly slouženy mše od rána až do 12 hodin. Roku 1750 dcery po zemřelém Františku Linku z Lintoku, měšťanu z Nového Města Pražského, finančně zajistily pro oltář kaple z Říma privilegium v den páteční.

### Vnější podoba kaple
Kaple označená jako „Arme Sünder Capelle“ (Kaple ubohých hříšníků) má na plánu Prahy Josefa Daniela Hubera z roku 1769 podobu stavby polygonálního, šestiúhelníkového půdorysu s nárožní rustikou a komolou jehlancovou střechou s lucernou završenou cibulí.

### Vnitřní vybavení kaple
V kapli býval oltář Ukřižovaného, okolo jeho hlavy bylo zavěšeno 25 lamp, po stranách kříže stály dřevěné sochy Panny Marie, svatého Jana a svaté Marie Magdaleny pod křížem. Po stranách oltáře se pak ve výklencích nacházely sochy svatého Petra, svatého Dismase, publikána a marnotratného syna. Kaple od různých dárců získala mnoho darů. Vlastnila tak měděné, mosazné a cínové náčiní, několik obrazů, jeden stříbrný kalich s patenou a jeden měděný, bohoslužebné prádlo a několik mešních rouch.

### Přestavba
Později byla kaple převedena pod Olšanskou faru a při Josefínských reformách roku 1786 zavřena a poté prodána. V dražbě ji dne 11. října 1787 koupil novoměstský radní Antonín Jan Douša. Dal přistavět nejen obytné a provozní místnosti, ale pro nově zřízený zájezdní hostinec také sklepy na uložení piva a vína.
Roku 1814 získal hostinec úředník pražského magistrátu Antonín Krenn. Za dobu patnácti let zde vybudoval „veřejné sady s květinovými záhony, okrasnými rostlinami, alejemi stromů, altánky, lavičkami a pramenem vody výtečné chuti“.

### Zánik
Od dubna 1842 se na pozemcích hostince vyměřoval prostor budoucího nádraží Státní dráhy. Plánovalo se zde vnější (provozní) nádraží s točnami, opravnami lokomotiv a vagónů, vodárnou, výtopnami parostrojů, vozovnami, pomocnými budovami, dílnami a sklady paliva a kolejnic. Od listopadu 1844 byl vyrovnáván terén a roku 1845 pak kaple i s hostincem zbořena. Majitel hostince přenesl svou živnost do nově postaveného náhradního objektu – domu čp. 42 „Na Krenovce“, stojícího na protější straně silnice.
Socha Panny Marie se ještě roku 1884 nacházela ve výklenku nové Krenovky za vraty vlevo, chráněna starobylou mříží. Jednalo se o polychromovanou, 135 cm vysokou skulpturu Panny Marie, která pocházela ze 40. let 18. století. Údajně připomínala obraz Nepokvrněného početí Panny Marie od španělského malíře B. E. Murilla. Tradovalo se, že se socha Immaculaty dostala před demolicí hostince na čas do karlínského kostela. Údajně se měla roku 1964 nacházet vedle zpovědnice za dveřmi kostela svaté Anny a po deseti letech měla být přenesena do pseudogotického kostela svatého Prokopa na Sladkovského náměstí, kde měla zaujmout místo vlevo za hlavním vchodem ze Seifertovy ulice.
Zvonek z kaple se dostal do mlýnice na Helmových mlýnech u svatého Petra a visel tam v Kubešově mlýnici. Poté jej koupil majitel nedalekého mlýna Josef Baborský. Jeho syn Jiří jej zapůjčil v zimě 1887 – 1888 na Primátorský ostrov pro kluziště bruslařského spolku Harmonie, kde zvonek oznamoval konec večerní zábavy. Po zimě se vrátil zpět do Nových mlýnů.

### Šibeniční vrch
Popraviště Starého Města Pražského a od 14. století také Nového Města Pražského se nacházelo východně od Horské brány na severním úbočí kopce (kóta č. 236), před kterým se rozcházela cesta severovýchodně do Špitálska (Karlína) a Kutné Hory (Horská, Vídeňská, Husitská) a jihovýchodně k osadě Olšany (Seifertova).
Samotné popraviště (Galgenberg) je možné lokalizovat mezi ulici Příběnickou, Husitskou, Orebitskou a Řehořovu. V jeho jižní části se nacházela trvalá stavba – kamenná podezdívka čtvercového tvaru se čtyřmi zděnými nárožními pilíři, jejichž horní obvod překlenuly čtyři dřevěné trámy. Do duté základny šibenice vedly dveře a umožňovaly tak ukládání ostatků popravených. Vedle stál kříž, na vztyčeném dřevném sloupu velké kolo od vozu a popravčí špalek na zvýšené kulaté plošině.
Na reliéfu dřevořezby zachycující útěk zimního krále Fridricha Falckého ulicemi Malé Strany po prohrané bitvě na Bílé hoře, zhotovené kolem roku 1630 a uložené v Chrámu svatého Víta, je mimo jiné znázorněna část města s Poříčskou branou, Špitálským polem a popravištěm.
Za Josefínských reforem bylo zakázáno mučení a roku 1787 zrušen trest smrti. Od července 1788 pak „všecky šibenice, pranýřové, trdlice, šatlavy, housličky, na kancelářích bití, místa popravná všudy zdvižena a zrušena byla.“ Po opětovném zavedení trestu smrti se na žižkovský Šibeniční vrch popraviště nevrátilo. Bylo zřízeno dále na východ na západní straně Židovských pecí naproti Vápence.